# Нетопырь Дарвина
Нетопырь Дарвина (лат. Ogcocephalus darwini) — вид лучепёрых рыб из семейства нетопырёвых. Родственно близок с меланоцетом Джонсона. Назван в честь Чарльза Дарвина, из-за того, что английский натуралист изучал природу Галапагосских островов.

## Описание
Примерная длина тела — 25 сантиметров. Масса до 1 кг. Доживает до 1 года.
Имеет светло-коричневую окраску с белым брюхом, но особый интерес вызывают ярко-красные губы, напоминающие человеческие (отсюда английское название вида — red-lipped batfish). 
Как и другие нетопырёвые рыбы, преобразовали не только образующий иллиций спинной плавник: грудные, брюшные и анальные плавники изменились так, что рыба может на них стоять и даже ходить по морскому дну. 

## Питание
Как и другие удильщики, нетопырь Дарвина — хищник. Этот вид питается другими мелкими рыбами, мелкими ракообразными (такими, как креветки) и моллюсками, привлекая их иллицием. 

## Распространение
Обитают в Тихом океане, преимущественно у Галапагосских островов, на глубине от 3 до 120 метров. Также встречаются в водах Эквадора и у берегов Перу.

## Размножение
Точно не установлено, как именно размножаются  нетопыри. Скорее всего, размножение такое же, как и у остальных рыб из отряда удильщикообразные.

## Охранный статус
Из-за того, что нетопырь Дарвина обитает на большой глубине его численность довольно стабильная. 